# Lexingtonia
Lexingtonia är ett släkte av musslor. Lexingtonia ingår i familjen målarmusslor.
Kladogram enligt Catalogue of Life:
| Lexingtonia | \| \| Lexingtonia dolabelloides \| \| \| \| \| \| Lexingtonia subplana \| \| \| \| |
|             | \| \| Lexingtonia dolabelloides \| \| \| \| \| \| Lexingtonia subplana \| \| \| \| |
|             | Lexingtonia dolabelloides                                                          |
|             |                                                                                    |
|             | Lexingtonia subplana                                                               |
|             |                                                                                    |